# Jan Hambourg
Jan Hambourg (ur. 27 sierpnia 1882 w Woroneżu, zm. 29 września 1947 w Tours) – rosyjski skrzypek.

## Życiorys
Syn Michaiła. Kształcił się w Londynie u Augusta Wilhelmja i Émile’a Saureta, w Pradze u Otakara Ševčíka oraz w Brukseli u Eugène’a Ysaÿe’a. Debiutował jako skrzypek w 1905 roku w Berlinie, później przez wiele lat koncertował, także w trio wspólnie z braćmi. W 1916 roku osiadł w Nowym Jorku, od 1936 roku mieszkał w Paryżu. Zmarł w trakcie tournée koncertowego po Francji.
Opublikował sonaty i partity solowe J.S. Bacha we własnej redakcji (Londyn 1934).